# Emmanuel Passemard
Pour les articles homonymes, voir Passemard.
Emmanuel Passemard né le 25 novembre 1874 à Paris et mort fusillé le 7 janvier 1946 à Nîmes est un préhistorien français. Collaborateur à Nîmes sous l'Occupation, il est fusillé à la Libération.

## Biographie
Emmanuel Pierre Joseph Passemard nait le 25 novembre 1874 à Paris. Réformé, il ne fait pas la Première Guerre mondiale. De 1912 à 1923 il fouille Isturitz, au sujet de laquelle il publie 25 articles et trois publications.
Docteur en sciences naturelles, avec une thèse sur les stations paléolithiques du Pays basque (1924), il est d’abord chargé de missions pour le compte du ministère des Beaux-arts.
Il appartient à diverses sociétés, comme la Société préhistorique française, dont il est en 1925 délégué pour les Pyrénées-Atlantiques, l’Institut français d’anthropologie, l'Association française pour l'avancement des sciences ou la Société de biogéographie. En 1937, il est fait chevalier de la Légion d'honneur au titre de ses activités de préhistorien.
Il épouse en 1910 Julie Fischer, puis en 1927 Luce Delcourt,. Partageant les engagements de son mari, cette dernière soutient en 1938 une thèse d’histoire de l’art.
Après avoir pris part à des fouilles, notamment au Maroc, dans la région de Biarritz et en Syrie, il s’installe à Nîmes.

## Collaboration
Il adhère au groupe Collaboration. Il est le chef officieux de la Milice française à Nîmes, où, à la tête du 2e service chargé de recueillir des renseignements, il mène des interrogatoires accompagnés de faits de torture, conjointement avec son épouse Luce. Introduit à Vichy, il obtient en 1940 l’éviction de Paul Marcelin, conservateur du muséum d'histoire naturelle de Nîmes, et est nommé à sa place. Il enrichit les fonds concernant l'Afrique et l'Océanie.
Il tente après la Libération de se réfugier dans le Puy-de-Dôme, mais est arrêté. Son exécution se déroule le 7 janvier 1946, en présence du médecin de la prison de Nîmes Georges Salan, qu’il avait torturé sous l’Occupation, et qui le situe « au-dessous de l’humain ». Il déclare faire « don de son corps à la science ».

## Publications
- « Tous les articles publiés par H. Passemard sur le site de Persée », sur persee.fr. (consulté en décembre 2020).
- Préhistoire : la caverne d’Isturitz en Pays basque, t. IX, Paris, Presses universitaires de France, 1944 (BNF 32510337)